# Kanton Hénin-Beaumont
Der Kanton Hénin-Beaumont war von 1962 bis 2015 ein französischer Kanton im Arrondissement Lens, im Département Pas-de-Calais und in der Region Nord-Pas-de-Calais. Sein Hauptort war Hénin-Beaumont. Der Kanton lag im Mittel 32 Meter über Normalnull, zwischen 22 Metern in Noyelles-Godault und 65 Metern in Hénin-Beaumont.

## Gemeinden
Der Kanton bestand aus einem Teil der Stadt Hénin-Beaumont (angegeben ist hier die Gesamteinwohnerzahl, im Kanton lebten etwa 16.700 Einwohner) und einer weiteren Gemeinde:
| Gemeinde         | Einwohner Jahr | Fläche km² | Bevölkerungsdichte | Code INSEE | Postleitzahl |
| ---------------- | -------------- | ---------- | ------------------ | ---------- | ------------ |
| Hénin-Beaumont   | 26.748 (2013)  | –          | – Einw./km²        | 62427      | 62110        |
| Noyelles-Godault | 5.269 (2013)   | 5,45       | 967 Einw./km²      | 62624      | 62950        |